# ポインター (犬種)

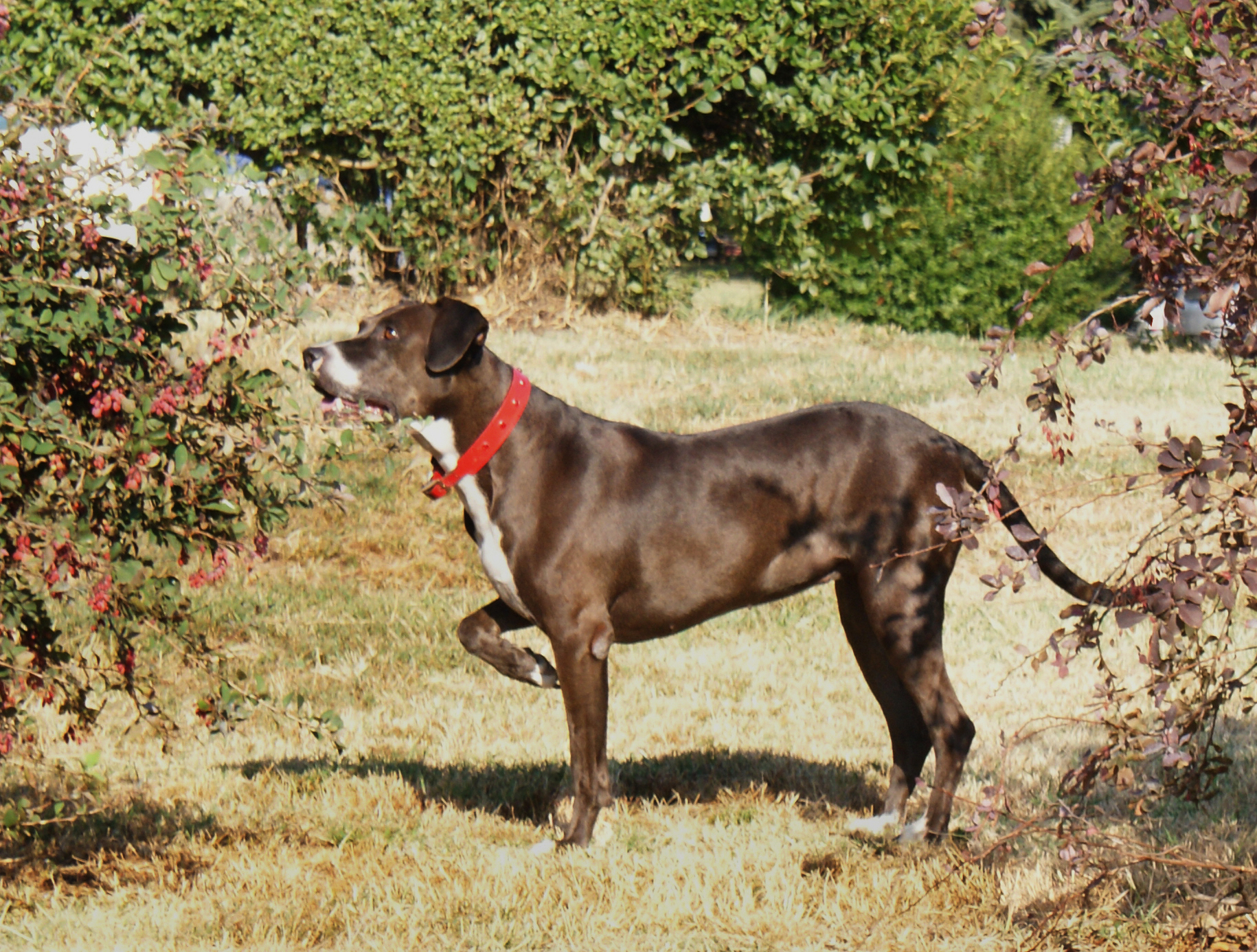

ポインター（英: pointer） は、「ポインティング（指し示す）」を行って獲物の位置を人間に知らせる鳥猟犬の総称。「ポインティング」とは、獲物の前方に立ち止まって、姿勢を低くして鼻先を突き出し、片足をあげるポーズのことである。
さらにポインターは、人間の命令を受けて草むらに飛びこみ、獲物を飛び立たせることで、主人の射撃を助ける。
性格は仕事を離れると、温厚、家族に甘えさえする。
種類は英系ポインター、米系ポインターに大きく分けられている。
セット、すなわち、獲物の前にしゃがみ込むことで獲物の位置を知らせるセッターとともに、鳥猟犬種の代表と位置付けられ、有名なイングリッシュ・ポインターとジャーマン・ポインターの他にデンマークやフランス原産の品種が知られるが、単にポインターと言えば、特にイングリッシュ・ポインターを指す。